# Wereldkampioenschappen waterpolo 2024
De wereldkampioenschappen waterpolo 2024 vonden plaats van 4 tot 17 februari 2024 in de Aspire Dome van Doha, Qatar.

## Gekwalificeerde landenteams
Voor het mannentoernooi en vrouwentoernooi hadden zich 16 landenteams geplaatst.

### Mannen
| Toernooi                    | Data                         | Plaats            | Quota | Gekwalificeerd                         |
| --------------------------- | ---------------------------- | ----------------- | ----- | -------------------------------------- |
| Wereldbeker 2023            | 8 maart – 2 juli 2023        | Los Angeles       | 2     | Spanje Italië                          |
| Wereldkampioenschap 2023    | 17–29 juli 2023              | Fukuoka           | 4     | Hongarije Griekenland Servië Frankrijk |
| Aziatische Spelen 2022      | 2–7 oktober 2023             | Hangzhou          | 3     | Japan China Kazachstan                 |
| Pan-Amerikaans Spelen 2023  | 30 oktober – 4 november 2023 | Santiago          | 2     | Verenigde Staten Brazilië              |
| Europees kampioenschap 2024 | 4–16 januari 2024            | Dubrovnik, Zagreb | 3     | Kroatië Montenegro Roemenië            |
| Afrikaanse selectie         |                              |                   | 1     | Zuid-Afrika                            |
| Oceanische selectie         |                              |                   | 1     | Australië                              |
| Total                       |                              |                   | 16    |                                        |

### Vrouwen
| Toernooi                    | Data                          | Plaats     | Quota | Gekwalificeerd                            |
| --------------------------- | ----------------------------- | ---------- | ----- | ----------------------------------------- |
| Wereldbeker 2023            | 11 april – 25 juni 2023       | Long Beach | 2     | Verenigde Staten Nederland                |
| Wereldkampioenschappen 2023 | 16 – 28 juli 2023             | Fukuoka    | 4     | Spanje Italië Australië Hongarije         |
| Aziatische Spelen 2022      | 25 September – 1 oktober 2023 | Hangzhou   | 3     | China Japan Kazachstan Singapore          |
| Pan-Amerikaans Spelen 2023  | 30 oktober – 4 november 2023  | Santiago   | 2     | Canada Brazilië                           |
| Europees kampioenschap 2024 | 5 – 13 januari 2024           | Eindhoven  | 3     | Griekenland Frankrijk Verenigd Koninkrijk |
| Afrikaanse selectie         |                               |            | 1     | Zuid-Afrika                               |
| Oceanische selectie         |                               |            | 1     | Nieuw-Zeeland                             |
| Totaal                      |                               |            | 16    |                                           |

- Japan trok zich voor aanvang van het toernooi terug om financiële redenen en werd vervangen door Singapore.[2][3]

## Medailles
|                 | Goud             | Zilver    | Brons  |
| --------------- | ---------------- | --------- | ------ |
| Mannen Details  | Kroatië          | Italië    | Spanje |
| Vrouwen Details | Verenigde Staten | Hongarije | Spanje |

Klifduiken · Openwaterzwemmen · Schoonspringen · Synchroonzwemmen · Waterpolo · Zwemmen
Belgrado 1973 · 
Cali 1975 · 
West-Berlijn 1978 · 
Guayaquil 1982 · 
Madrid 1986 · 
Perth 1991 · 
Rome 1994 · 
Perth 1998 · 
Fukuoka 2001 · 
Barcelona 2003 · 
Montréal 2005 · 
Melbourne 2007 · 
Rome 2009 · 
Shanghai 2011 · 
Barcelona 2013 · 
Kazan 2015 · 
Boedapest 2017 · 
Gwangju 2019 · 
Boedapest 2022 · 
Fukuoka 2023 · 
Doha 2024 · 
Singapore 2025